# Рајан Харисон
Рајан Харисон (енгл. Ryan Harrison; рођен 7. маја 1992. у Шривпорту у Луизијани) је амерички професионални тенисер који је свој најбољи пласман у синглу достигао 17. јула 2017. када је заузимао 40. место на АТП листи. Омиљена подлога му је трава.

## Каријера
Најзначајније успехе у каријери постигао је током 2017. године. Почетком године освојио је своју прву АТП титулу у синглу на турниру у Мемфису а такође је играо и финале дубла. У пару са Мајклом Винусом током маја побеђује на турниру у Есторилу што му је први трофеј после пет година. Али далеко највећи подухват је тријумф на Ролан Гаросу где су он и Винус у финалу били бољи од мексичко-америчке комбинације Гонзалез/Јанг. Тако су постали први пар у историји Ролан Гароса који је сваки меч (укупно шест) добио у одлучујућем сету још од 1990. када је уведено играње у два добијена сета. Крајем јула улази у финале турнира у Атланти али тамо бива поражен од сународника Џона Изнера у два тај-брејка.
На првом АТП турниру у 2018. на којем је учествовао, у Бризбејну, стигао је до финала. У мечу за титулу бољи од њега био је Аустралијанац Ник Кириос у два сета. Крајем јула, на турниру у Атланти, успео је да избори финала у обе конкуренције. У синглу је четири меча добио после изгубљеног првог сета да би у финалу поново био поражен од Џона Изнера, другу годину заредом. Финални меч у конкуренцији парова са сународником Рамом је такође изгубио а њихови противници, комбинација Монро/Смит, су дошли до прве заједничке титуле.

## Приватни живот
Почео је да игра тенис са две године. Тренирао га је отац, Пат Харисон, који је играо колеџ тенис у Оклахоми и Мисисипију. Имао је кратку професионалну каријеру и углавном је наступао на челенџерима и фјучерсима. 2005. године Харисонова породица се преселила у Тексас а отац му је постао тренер у тениској академији Џона Њукома у Њу Бронфелсу, да би 2008. прешао на академију Ника Болетерија. Сада ради у IMG академији у Брејдентону на Флориди.
Рајан Харисон има млађег брата, Кристијана (који такође наступа на АТП туру) и сестру Медисон. Воли кантри и рок музику. Велики је навијач Њу Орлеанс сејнтса.

## Гренд слем финала

### Парови: 1 (1:0)
| Исход    | Бр. | Година | Турнир      | Подлога | Партнер     | Противници                     | Резултат                |
| -------- | --- | ------ | ----------- | ------- | ----------- | ------------------------------ | ----------------------- |
| Победник | 1.  | 2017.  | Ролан Гарос | Шљака   | Мајкл Винус | Сантијаго Гонзалез Доналд Јанг | 7:6(7:5), 6:7(4:7), 6:3 |

## АТП финала

### Појединачно: 4 (1:3)
| Легенда                        |
| ------------------------------ |
| Гренд слем турнири (0:0)       |
| Завршно првенство сезоне (0:0) |
| АТП мастерс 1000 (0:0)         |
| АТП 500 (0:0)                  |
| АТП 250 (1:3)                  |

| Финала по подлози |
| ----------------- |
| Тврда (1:3)       |
| Шљака (0:0)       |
| Трава (0:0)       |

| Финала по локацији |
| ------------------ |
| Отворено (0:3)     |
| Дворана (1:0)      |

| Исход     | Бр. | Датум             | Турнир               | Подлога   | Противник           | Резултат           |
| --------- | --- | ----------------- | -------------------- | --------- | ------------------- | ------------------ |
| Победник  | 1.  | 19. фебруар 2017. | Мемфис, САД          | Тврда (д) | Николоз Басилашвили | 6:1, 6:4           |
| Финалиста | 1.  | 30. јул 2017.     | Атланта, САД         | Тврда     | Џон Изнер           | 6:7(6:8), 6:7(7:9) |
| Финалиста | 2.  | 7. јануар 2018.   | Бризбејн, Аустралија | Тврда     | Ник Кириос          | 4:6, 2:6           |
| Финалиста | 3.  | 29. јул 2018.     | Атланта, САД (2)     | Тврда     | Џон Изнер           | 7:5, 3:6, 4:6      |

### Парови: 7 (4:3)
| Легенда                        |
| ------------------------------ |
| Гренд слем турнири (1:0)       |
| Завршно првенство сезоне (0:0) |
| АТП мастерс 1000 (0:0)         |
| АТП 500 (0:0)                  |
| АТП 250 (3:3)                  |

| Финала по подлози |
| ----------------- |
| Тврда (1:3)       |
| Шљака (2:0)       |
| Трава (1:0)       |

| Финала по локацији |
| ------------------ |
| Отворено (4:2)     |
| Дворана (0:1)      |

| Исход     | Бр. | Датум             | Турнир                 | Подлога   | Партнер           | Противници                     | Резултат                   |
| --------- | --- | ----------------- | ---------------------- | --------- | ----------------- | ------------------------------ | -------------------------- |
| Победник  | 1.  | 10. јул 2011.     | Њупорт, САД            | Трава     | Метју Ебден       | Јохан Брунстрем Адил Шамаздин  | 4:6, 6:3, [10:5]           |
| Победник  | 2.  | 22. јул 2012.     | Атланта, САД           | Тврда     | Метју Ебден       | Гзавје Малис Мајкл Расел       | 6:3, 3:6, [10:6]           |
| Финалиста | 1.  | 20. фебруар 2017. | Мемфис, САД            | Тврда (д) | Стив Џонсон       | Брајан Бејкер Никола Мектић    | 3:6, 4:6                   |
| Победник  | 3.  | 7. мај 2017.      | Есторил, Португал      | Шљака     | Мајкл Винус       | Давид Мареро Томи Робредо      | 7:5, 6:2                   |
| Победник  | 4.  | 10. јун 2017.     | Ролан Гарос, Француска | Шљака     | Мајкл Винус       | Сантијаго Гонзалез Доналд Јанг | 7:6(7:5), 6:7(4:7), 6:3    |
| Финалиста | 2.  | 30. јул 2018.     | Атланта, САД           | Тврда     | Раџив Рам         | Николас Монро Џон-Патрик Смит  | 6:3, 6:7(5:7), [8:10]      |
| Финалиста | 3.  | 13. јануар 2021.  | Делреј Бич, САД        | Тврда     | Кристијан Харисон | Аријел Бехар Гонзало Ескобар   | 7:6(7:5), 6:7(4:7), [4:10] |

## Учинак на турнирима у појединачној конкуренцији
| Легенда | Легенда                                    | Легенда | Легенда                          |
| ------- | ------------------------------------------ | ------- | -------------------------------- |
| О/И     | однос освајања турнира и играња на турниру | Поб–пор | однос побједа и пораза           |
| НО      | турнир није одржан те године               | Н       | није учествовао на турниру       |
| КВ      | изгубио у квалификацијама                  | 1К      | изгубио у првом колу             |
| 2К      | изгубио у другом колу                      | 3К      | изгубио у трећем колу            |
| 4К      | изгубио у четвртом колу                    | ГФ      | изгубио у групној фази такмичења |
| ЧФ      | изгубио у четвртфиналу                     | ПФ      | изгубио у полуфиналу             |
| Ф       | изгубио у финалу                           | П       | освојио турнир                   |

| ОП Аустралије           | Н               | Н               | 1K              | 1K              | 1K  | 2K              | 1K              | КВ1             | 1K              | 2K              | 3K  | 2K  | Н   | 0 / 9       | 5:9         | 36%         |
| Ролан Гарос             | Н               | Н               | КВ3             | 1K              | 1K  | 2K              | КВ2             | Н               | КВ2             | 1K              | 1K  | КВ1 | Н   | 0 / 5       | 1:5         | 17%         |
| Вимблдон                | Н               | Н               | КВ1             | 2К              | 2К  | 1К              | 1К              | КВ1             | КВ1             | 2К              | 2К  | Н   | НО  | 0 / 6       | 4:6         | 40%         |
| ОП САД                  | КВ1             | КВ1             | 2К              | 1К              | 2К  | 1К              | 1К              | 1К              | 3К              | 1К              | 1К  | КВ1 | Н   | 0 / 9       | 4:9         | 31%         |
| Поб:пор на г. с.        | 0:0             | 0:0             | 1:2             | 1:4             | 2:4 | 2:4             | 0:3             | 0:1             | 2:2             | 2:4             | 3:4 | 1:1 | 0:0 | 0 / 29      | 14:29       | 33%         |
| Репрезентација          |                 |                 |                 |                 |     |                 |                 |                 |                 |                 |     |     |     |             |             |             |
| Олимпијске игре         | Н               | НО              | НО              | НО              | 1К  | НО              | НО              | НО              | Н               | НО              | НО  | НО  | НО  | 0 / 1       | 0:1         | 0%          |
| Екипно првенство        | Није учествовао | Није учествовао | Није учествовао | Није учествовао | ГФ  | НО              | НО              | НО              | НО              | НО              | НО  | НО  | НО  | 0 / 1       | 1:1         | 50%         |
| Дејвис куп              | Није учествовао | Није учествовао | Није учествовао | Није учествовао | ПФ  | Није учествовао | Није учествовао | Није учествовао | Није учествовао | Није учествовао | ПФ  | Н   | НО  | 0 / 1       | 2:2         | 50%         |
| Поб:пор                 | 0:0             | 0:0             | 0:0             | 0:0             | 2:4 | 0:0             | 0:0             | 0:0             | 0:0             | 0:0             | 1:0 | 0:0 | 0:0 | 0 / 3       | 3:4         | 43%         |
| АТП Мастерс 1000 серија |                 |                 |                 |                 |     |                 |                 |                 |                 |                 |     |     |     |             |             |             |
| Индијан Велс            | Н               | Н               | 2К              | 4К              | 4К  | 2К              | 2К              | 2К              | 2К              | 1К              | 1К  | 1К  | НО  | 0 / 10      | 11:10       | 52%         |
| Мајами                  | КВ1             | Н               | 1К              | 1К              | 2К  | 1К              | 2К              | 1К              | КВ1             | 1К              | 1К  | КВ1 | НО  | 0 / 8       | 2:8         | 20%         |
| Монте Карло             | Н               | Н               | Н               | Н               | Н   | Н               | Н               | Н               | Н               | 1К              | Н   | Н   | НО  | 0 / 1       | 0:1         | 0%          |
| Мадрид                  | Н               | Н               | Н               | Н               | 2К  | Н               | КВ2             | Н               | Н               | 2К              | 2К  | Н   | НО  | 0 / 3       | 3:3         | 50%         |
| Рим                     | Н               | Н               | Н               | Н               | КВ1 | Н               | Н               | Н               | Н               | 2К              | 2К  | Н   | Н   | 0 / 2       | 2:2         | 50%         |
| Канада                  | Н               | Н               | Н               | Н               | Н   | Н               | Н               | КВ1             | 3К              | 2К              | 2К  | Н   | НО  | 0 / 3       | 4:3         | 57%         |
| Синсинати               | КВ1             | КВ1             | Н               | 2К              | 1К  | 2К              | Н               | КВ1             | КВ1             | 1К              | КВ1 | Н   | Н   | 0 / 4       | 2:4         | 33%         |
| Шангај                  | НМС             | Н               | Н               | 2К              | 1К  | КВ2             | Н               | Н               | КВ2             | 2К              | Н   | Н   | НО  | 0 / 3       | 2:3         | 40%         |
| Париз                   | Н               | Н               | Н               | Н               | Н   | Н               | Н               | Н               | КВ2             | 1К              | Н   | Н   | Н   | 0 / 1       | 0:1         | 0%          |
| Хамбург                 | Н               | НМС             | НМС             | НМС             | НМС | НМС             | НМС             | НМС             | НМС             | НМС             | НМС | НМС | НМС | 0 / 0       | 0:0         | 0%          |
| Поб:пор на м. т.        | 0:0             | 0:0             | 1:2             | 5:4             | 5:5 | 2:3             | 2:2             | 1:2             | 3:2             | 4:9             | 3:5 | 0:1 | 0:0 | 0 / 35      | 26:35       | 43%         |
| Пласман на крају године | 748             | 360             | 173             | 79              | 69  | 100             | 191             | 112             | 90              | 47              | 62  | 302 | 478 | 4.787.426 $ | 4.787.426 $ | 4.787.426 $ |